# Religiosas del Apostolado Católico
La Congregación de las Religiosas del Apostolado Católico (en italiano: Congregazione delle Suore del Apostolato Cattolico) es una congregación religiosa católica femenina, de derecho pontificio, fundada por Vicente Pallotti, en 1838, en Roma. A las religiosas de esta congregación se les conoce como Hermanas Palotinas, o simplemente palotinas, y posponen a sus nombres las siglas: C.S.A.C.

## Historia

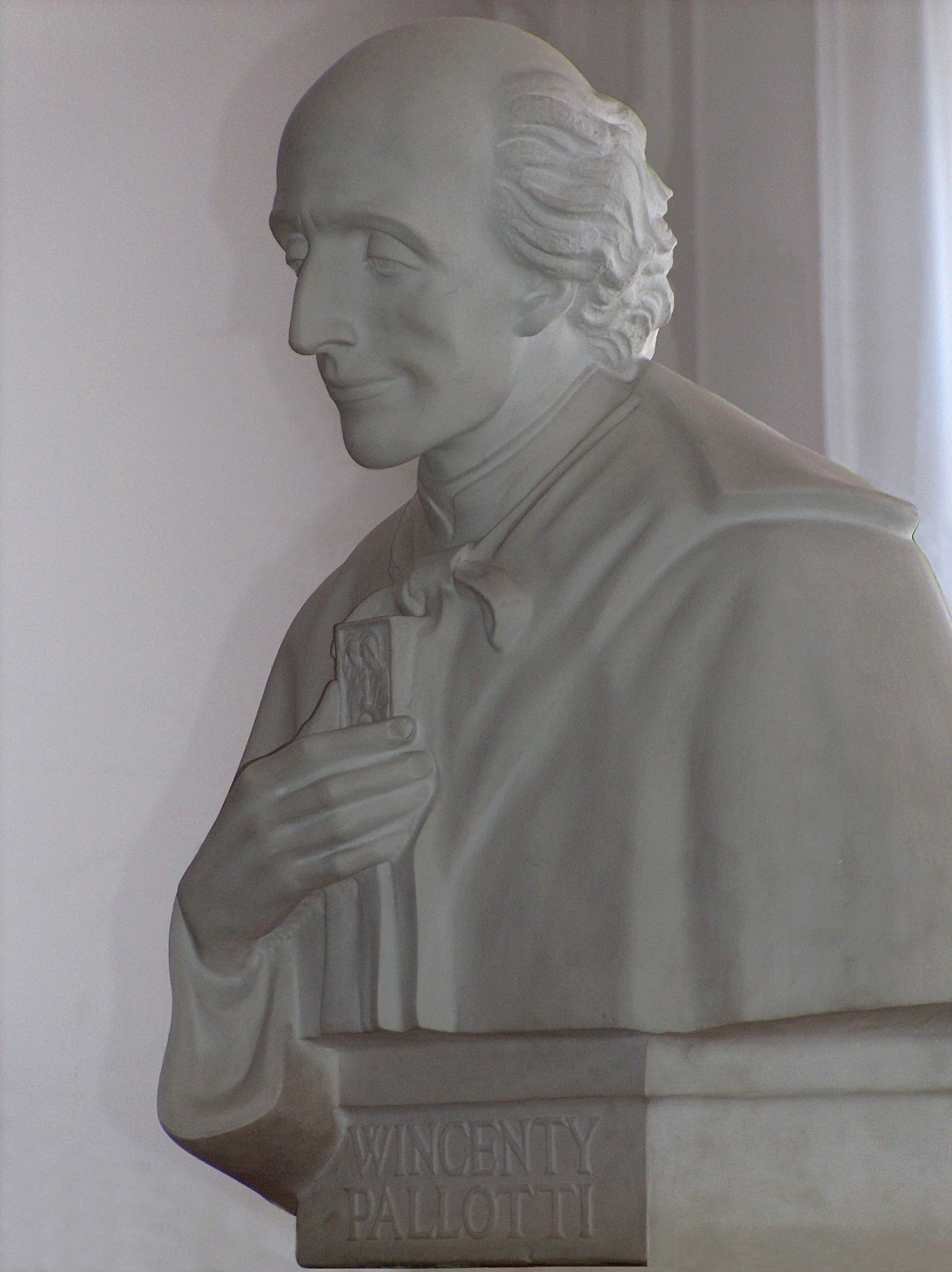
Vicente Pallotti (1795-1850), fundador de las Hermanas del Apostolado Católico.

El sacerdote italiano Vicente Pallotti, luego de haber fundado la Sociedad del Apostolado Católico, en Roma (1935), pensó en fundar una rama femenina, con el fin de educar a las jóvenes pobres y abandonadas. En 1838, para tal fin, abrió una casa de caridad en Roma, donde con las primeras muchachas deseosas de seguir sus pasos, dieron inicio a la sociedad. Entre ellas, resalta la figura de Benedicta Gabrielli, quien tomando el hábito en 1943, es considerada la primera hermana palotina.
La sociedad se difundió rápidamente por Italia y en 1889 fundaron la primera casa fuera de ella, en los Estados Unidos, para asegurarse de la formación y asistencia de los hijos de los migrantes italianos. A esta fundación siguieron las de Brasil (1933) y Argentina (1943). En 1901 la rama alemana se separó y formó una congregación independiente: las Misioneras del Apostolado Católico.
Al inicio, la sociedad se organizó más o menos con las mismas características de la rama masculina, eran consagradas que vivían en común sin votos. Esta situación duró más de setenta años. Hasta que en 1905, Antonio Augusto redactó para ellas unas constituciones con la inclusión de los votos religiosos, pasando entonces a ser una congregación religiosa. Las hermanas recibieron una primera aprobación pontificia, por decreto de lode, el 12 de mayo de 1911.
Las Hermanas del Apostolado Católico, junto a los Padres palotinos y las Hermanas Misioneras del Apostolado Católico y los movimientos laicos de la Unión del Apostolado Católico, forman la llamada Familia Palotina. A ellos se suman en comunión espiritual otros movimientos, sociedades e institutos que se inspiran en la obra de Vicente Pallotti.

## Actividades y presencias
Las hermanas palotinas se dedican particularmente a la instrucción y a la educación cristiana de la juventud. Aunque si desde sus orígenes, el fundador les llamaba a estar siempre listas a realizar cualquier obra de caridad.
En 2011, las palotinas contaban unas 472 religiosas y 71 comunidades, presentes en Alemania, Bolivia, Brasil, Estados Unidos, Francia, India, Irlanda, Italia, Mozambique, Polonia y Suiza. La curia general se encuentra en Roma y su actual superiora general es Rosalina Garlet.